# Senna rigida
Senna rigida är en ärtväxtart som först beskrevs av Georg Hans Emmo Emo Wolfgang Hieronymus, och fick sitt nu gällande namn av Howard Samuel Irwin och Rupert Charles Barneby. Senna rigida ingår i släktet sennor, och familjen ärtväxter. Inga underarter finns listade i Catalogue of Life.